# Überlandwerk Unterfranken
Die Überlandwerk Unterfranken AG (ÜWU) war ein regionales Energieversorgungsunternehmen in der Region Unterfranken.

Aktie über 100 RM der Überlandwerk Mainfranken AG vom 1. Juni 1938

Planungen zur flächendeckenden Stromversorgung Unterfrankens stellte bereits das Königlich Bayerische Staatsministeriums des Innern an. Schließlich wurde 1920 – kurz nach dem Ersten Weltkrieg – die Kreis-Elektrizitätsversorgung Unterfranken AG (Kreis-AG) gegründet. Im Jahr 1937 wurde das Unternehmen in Überlandwerk Mainfranken AG (ÜMAG) und 1947 in Überlandwerk Unterfranken AG umbenannt. Gemeinsam mit den vier bayerischen Regionalversorgern Energieversorgung Oberfranken AG, Isar-Amperwerke AG, OBAG AG, und Großkraftwerk Franken AG wurden die Überlandwerke Unterfranken 2001 zur E.ON Bayern AG zusammengefasst, der heutigen Bayernwerk AG.
Das Versorgungsgebiet der ÜWU erstreckte sich über 6.300 Quadratkilometer. Zuletzt versorgten die ÜWU ihre Kunden mit 4,7 Milliarden Kilowattstunden Strom.